# Talagante

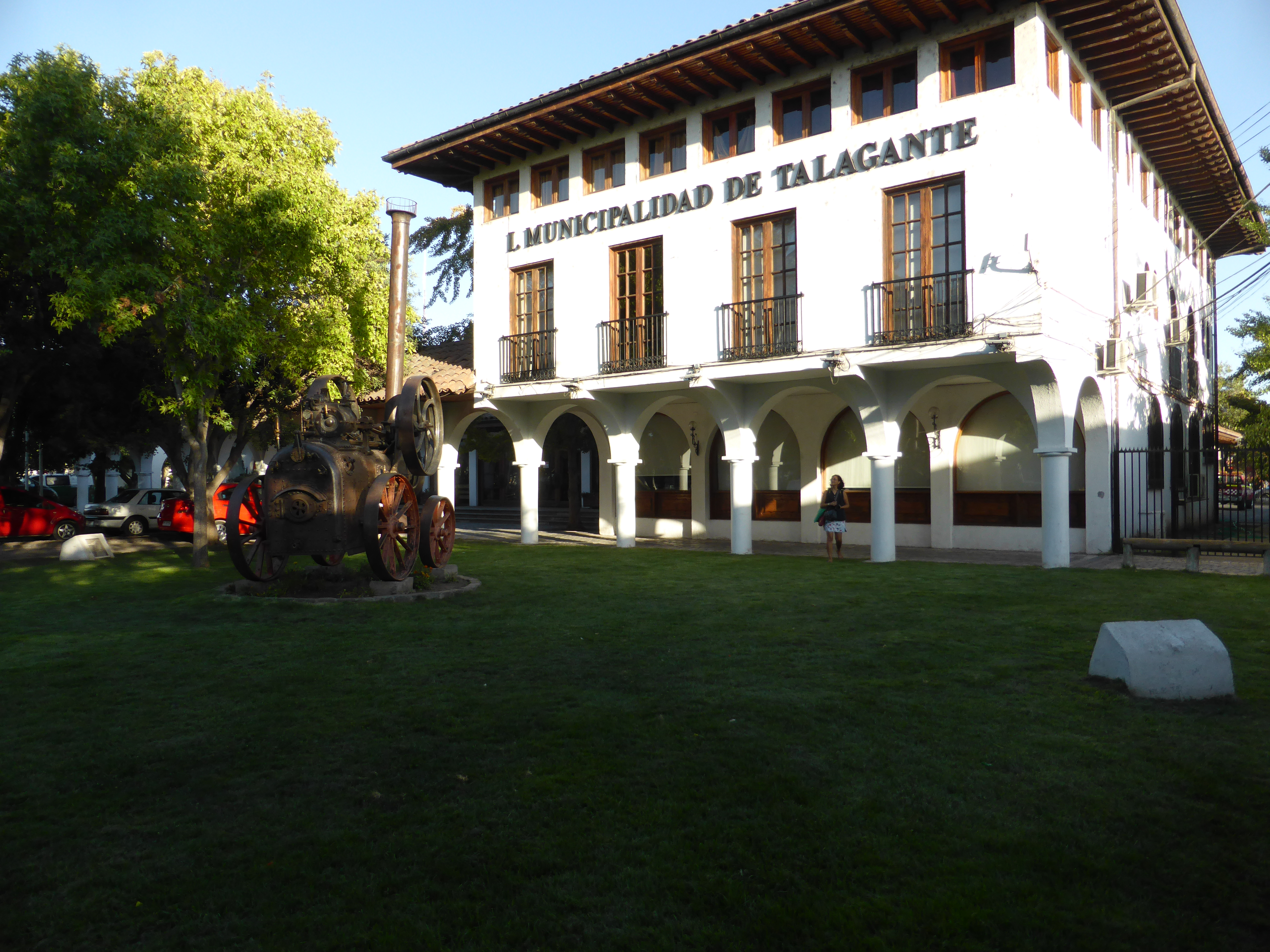
Sede de la Ilustre Municipalidad de Talagante.

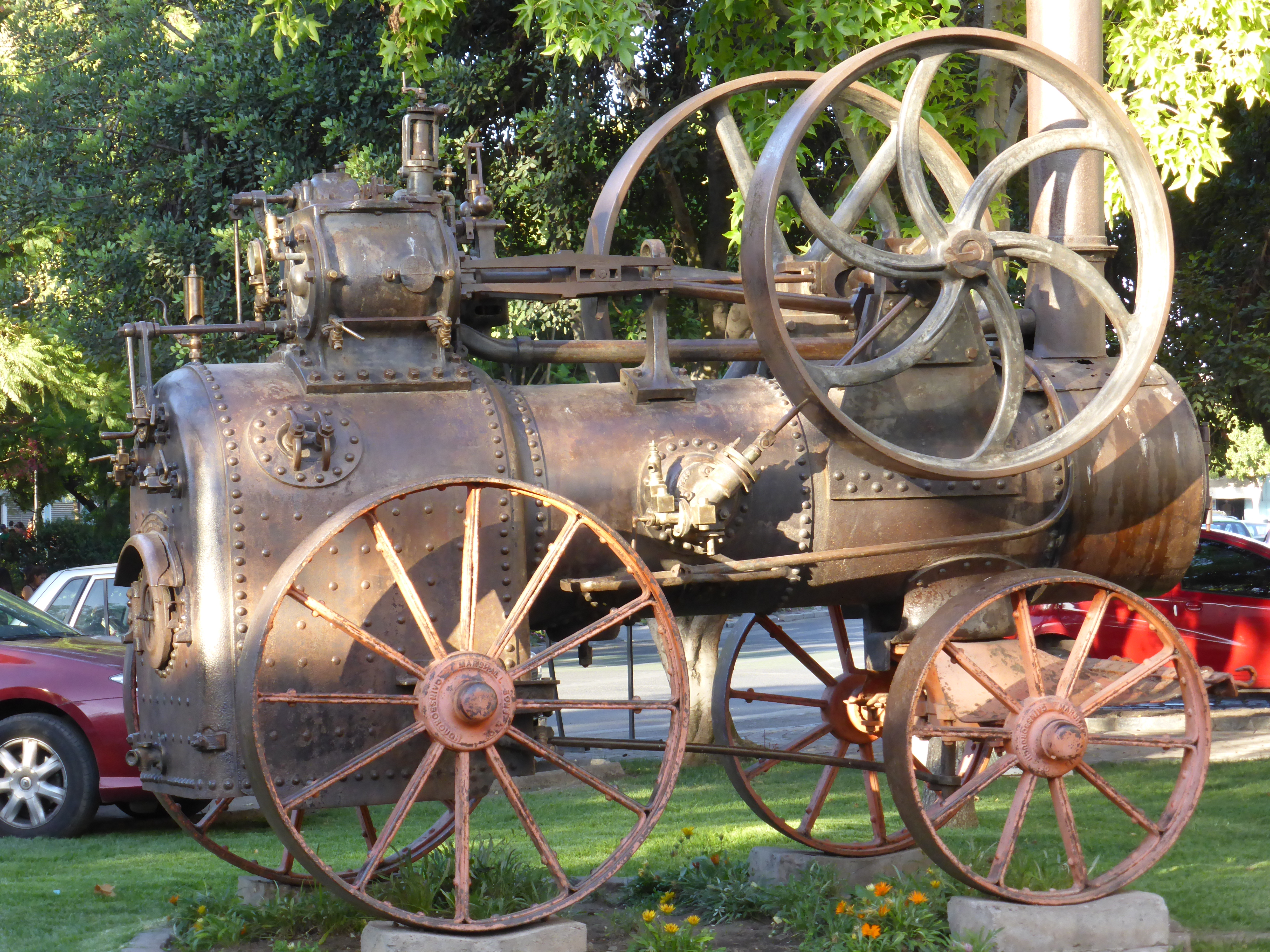
Locomóvil agrícola construido en Inglaterra, por Marshall, hacia el año 1900. Expuesto junto a la sede de la Municipalidad de Talagante.

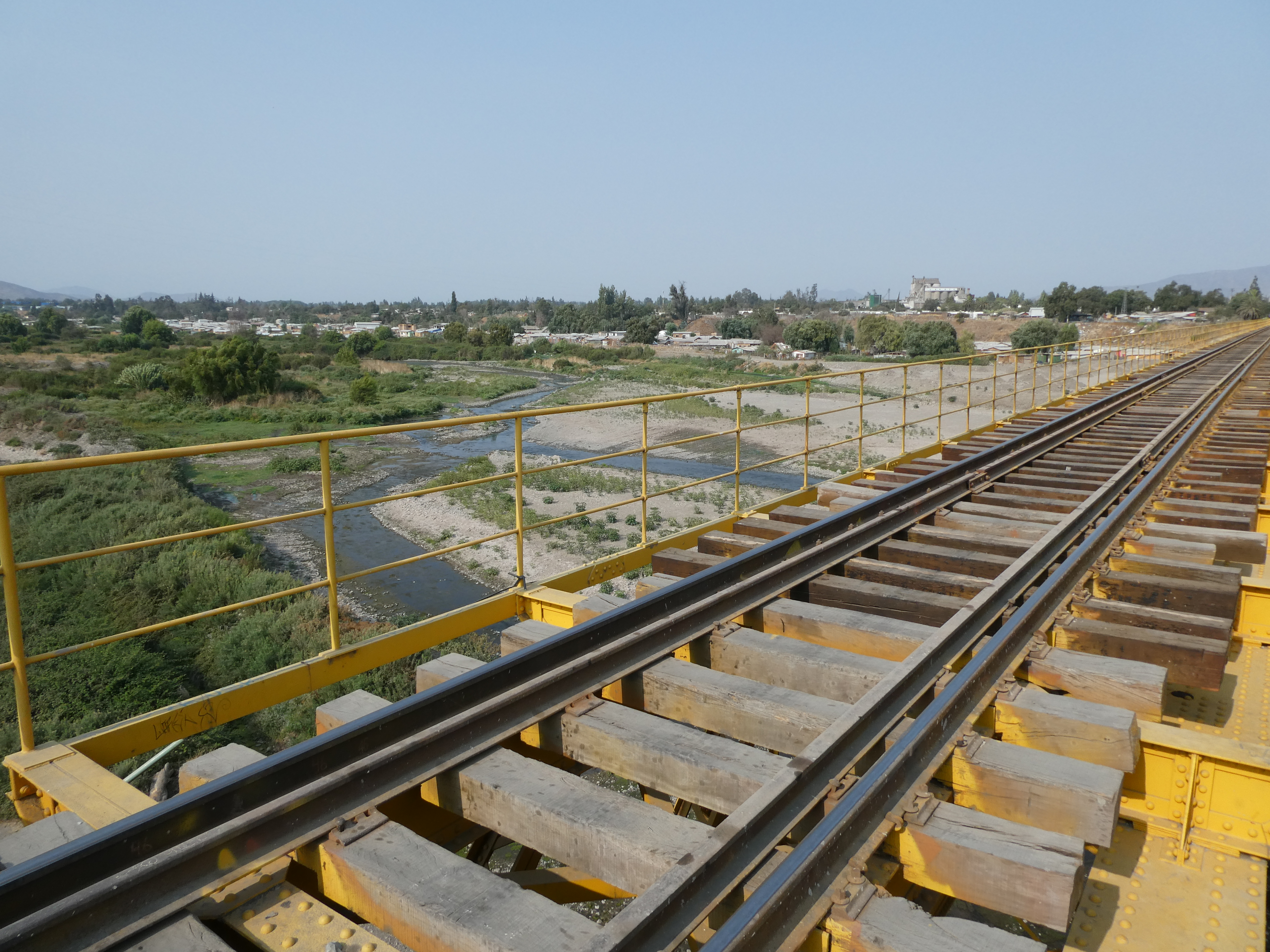
El río Mapocho, desde el puente ferroviario de Talagante.

Talagante  es una ciudad y comuna chilena, capital de la provincia homónima de la Región Metropolitana de Santiago, en la zona central de Chile.
Integra, junto con las comunas de Alhué, Curacaví, Isla de Maipo, María Pinto, Melipilla, El Monte, Padre Hurtado, Peñaflor y San Pedro, el distrito electoral n.º 14 y pertenece a la circunscripción senatorial 7.ª de la XIII región Metropolitana. Su actual alcalde es Alexander Andrés Álvarez Albornoz  (PS)

## Toponimia
Talagante proviene del quechua Tala-Canta-Ilabe, y significa «lazo de hechicero», el cual era el nombre del curaca o gobernante inca que administraba el Valle Central a la llegada de los españoles. Después, en época del Virreinato, Talacanta pasó a ser Pueblo de indios.

## Historia
Las primeras pistas de seres humanos en la zona, datan de 2000 años aproximadamente. Dichos habitantes practicaban la caza de animales como el guanaco, y el zorro, además de aves y roedores, así como la recolección de vegetales silvestres.

### Periodo agroalfarero temprano
La primera comunidad que se ha encontrado, corresponde a la Tradición Bato, que se establece alrededor de los 300 A.C y 400 D.C, compartiendo pautas culturales con la Cultura Molle, que se ubicaba más al norte. Característico de dicha cultura fue el uso del tembetá; además se encontraron morteros, que son elementos de piedra usados en la molienda de vegetales y minerales. La evidencia del lugar de este grupo está en el ex fundo Trebulco y en La Manresa, ubicados en la localidad de Lonquén.
La segunda cultura de la cual hay hallazgos, tiene nombre de Complejo Cultural Llolleo, establecido entre los 200 y 800 D.C, coexistente con la Tradición Bato. Esta cultura destinaba gran dedicación y tiempo a la horticultura. También se ha identificado claramente el uso de ciertos elementos culturales, (de los cuales la cerámica es el más significativo), vasijas con forma humana, y de animales. Entre las costumbres funerarias, figura la utilización de urnas de greda, y arcilla. Esta cultura se evidencia en el sector central de Talagante, más específicamente en calle Balmaceda con O'Higgins, donde actualmente hay un supermercado.

### Periodo agroalfarero tardío
Entre los años 900 y 1400 D.C se encuentra la Cultura Aconcagua, un nuevo grupo de agricultores, que también se dedicaban a la alfarería. Un elemento cultural importante lo constituye la forma externa de las tumbas. Para construirlas se creaba intencionalmente una acumulación de tierra, de forma circular, por sobre el nivel natural del terreno. Las formas de molienda fueron populares también. Este trabajo se realizaba en rocas grandes, en las cuales se practicaban numerosas horadaciones que servían para moler vegetales y minerales.

### Imperio inca
El Inca Túpac Yupanqui inició una campaña expansiva que sus herederos concluyeron fijando como límite el río Maule. El comandante Inca se estableció en el valle de Llollehue. Allí además fundó una colonia y construyó un pucará, que quedaron a cargo de Tala Canta Inca Ilabe, el hijo del inca.

### La Colonia en Talagante

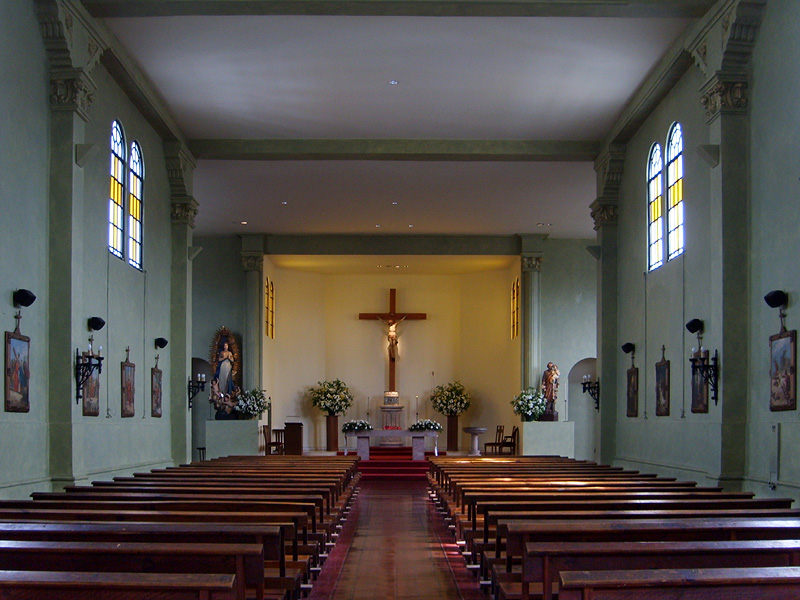
El interior de la parroquia Inmaculada Concepción.

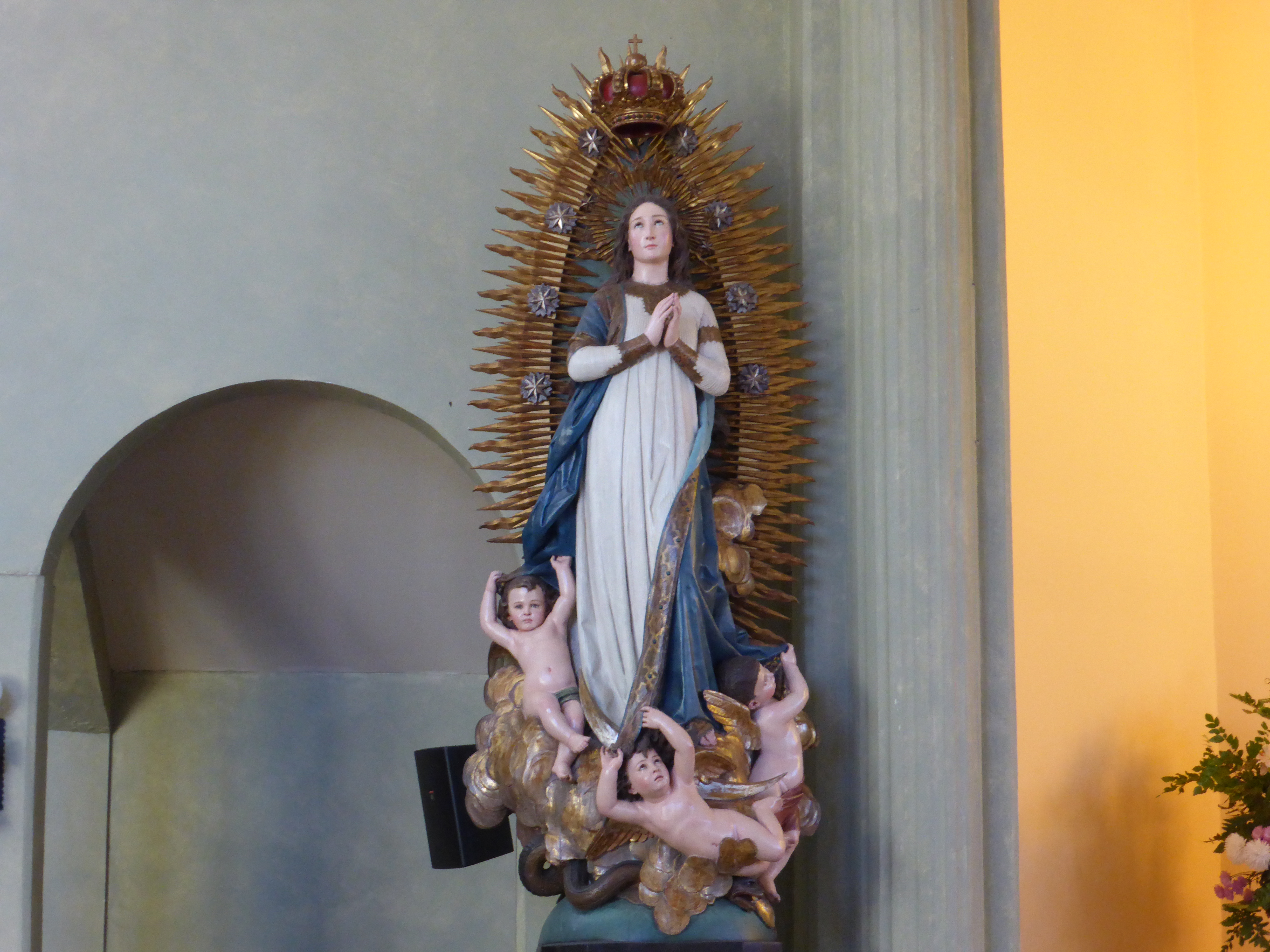
Imagen de la Inmaculada Concepción, realizada por J. Flotats, hacia los años 1900-1915.

Fundada la capital del Reino de Chile, a Bartolomé Blumenthal, carpintero y constructor (además de financista de Valdivia) lo comisionaron para buscar madera hacia esta tierra. Así fue como Blumenthal, llega a las tierras del Inca Tala Canta, con el que tuvo un gran entendimiento. No sólo obtuvo madera, también mano de obra para la construcción de Santiago, también se empezó a interesar en las vasijas de arcilla que lo impresionaron. La familia del Inca fue convertida al cristianismo y la novia de Bartolomé Blumenthal fue bautizada como Elvira, pasando a ser la nueva cacique Elvira de Talagante.
Los servicios de Blumenthal fueron recompensados por Pedro de Valdivia, con la cesión de la encomienda de los caciques. En 1555, Blumenthal, castellaniza su nombre llamándose Bartolomé Flores, después tiene una hija con Elvira de Talagante, quien se llamó Águeda Flores, que luego sería abuela de Catalina de los Ríos y Lisperguer, apodada La Quintrala. Flores fallece en 1585, dejándole el poder a su esposa Elvira, que se destacó con su observancia católica, por los misioneros que se encontraban en San Francisco del Monte.
En mayo de 1604, Ginés de Lillo, en cumplimiento por ordenanza del reino, llegó a Talagante procediendo a medir y ratificar las dominaciones de Elvira de Talagante que falleció a fines de ese año, pasando todas sus posesiones a Águeda Flores, quien se casó con el capitán Pedro Lísperguer.
El 13 de mayo de 1647 amplias zonas de la zona central de Chile y también Talagante debieron hacer frente a un gran terremoto que dejó en el suelo gran parte de las construcciones. La población local de Talagante debió soportar un crudo invierno en el cual nevó durante 3 días seguidos, dificultando aún más la situación desastrosa de la ciudad.
Ya a mediados del siglo XVIII, Talagante era un paso de carretas hacia el puerto de Valparaíso.

### Talagante en el periodo de República
Durante la Reconquista Española, Marcó del Pont, se nombró a la nueva cacica Martina de los Santos Toro, quien gobernó a 200 familias que vivían en torno a la posada. Después de la Batalla de Chacabuco, no se supo nada más de ella.
Asumió José de los Santos Toro quien, en el año 1822, fue visitado por María Graham, inglesa que recorrió la zona de Talagante, dejando un escrito llamado Diario de mi residencia en Chile en 1822.
Talagante fue oficialmente fundada en diciembre de 1837, con las firmas del presidente de Chile, José Joaquín Prieto y Joaquín Tocornal Jiménez, con el nombre de Villa Santa Maria de Talagante. 
Francisco Solano Asta-Buruaga y Cienfuegos escribió en 1899 en su Diccionario Geográfico de la República de Chile : 779  sobre el lugar:

Talagante.-—Villa del departamento de la Victoria situada por los 33º 39' Lat. v 70° 55' Lon. sobre el camino de la ciudad de Santiago á Melipilla, distando al SO. de la primera 35 kilómetros y 30 hacia el O. de San Bernardo; queda allegada á la orilla oriental ó izquierda del río Mapocho. Era á la entrada de los primeros españoles un regular pueblo de indígenas que vino disminuyendo hasta el año de 1747, en que fueron trasladados á Purutún casi todos los que restaban, por el dueño de este fundo Don Pedro Amaza poseedor del título de cacique de Talagante. Contiene 960 habitantes, escuela gratuita, estafeta, iglesia parroquial, oficina de registro civil, &c. Sus contornos son cultivados y á su inmediación se extrae una especie de arcilla, de la cual se trabajan piezas de alfarería curiosas y hasta finas.

El geógrafo chileno Luis Risopatrón lo describe como una ‘aldea’ en su libro Diccionario Jeográfico de Chile en el año 1924: : 220 

Talagante (Villa) 33° 40' 70° 56 Cuenta con servicio de correos, telégrafos, rejistro civil, escuelas públicas i estación de ferrocarril, presenta calles cortadas en ángulo recto i se encuentra a 343 ni de altitud, en medio de contornos cultivados, en la márjen W del curso inferior del rio Mapocho, a 9 kilómetros hacia el SW de la aldea de Malloco i a 6 km al NE de la de El Monte; era a la entrada de los primeros españoles un regular pueblo de indíjenas. que vino disminuyendo hasta el año de 1747, en el que casi todos los que quedaban, fueron trasladados a Puratun. A su inmediación se estrae una especie de arcilla, con la que se trabajan curiosas piezas de alfarería; en un año. De observaciones, se ha anotado 374.1 mm para el agua caida. 62. II, ii. 141; 63, p. 261; 66, p. 319; 6S, p. 242; 103, p. 98; 155, p. 779; i 156; i pueblo en 101, p. 444.

Abundantes datos históricos de Talagante figuran en el libro Historia de Talagante, del periodista Hernán Bustos Valdivia, publicado en 2008.
En los años 1950, por Talagante provenían desde San Antonio, un grupo de arrieros que se dirigían a Santiago a lomo de mulas con cochayuyo, y pasaban a descansar en la propiedad de Don Luis Gilberto Cobarrubias; un ciudadano ilustre de la comuna con una gran participación en el progreso de la ciudad; de allí estaban descansando 2 a tres días y luego continuaban a Santiago. La propiedad de la familia Cobarrubias en época de la colonia, también sirvió como estación de cambio de caballos para las "diligencias" que trasladaban pasajeros hacia San Antonio.

## Medio ambiente

### Geomorfología y componentes abióticos

Trazado simplificado de los ecosistemas y cuerpos de agua presentes en la comuna de Talagante.

La comuna de Talagante se encuentra emplazada en las unidades geomorfológicas de Cordillera de la costa y Cuenca de Santiago; y presenta según la clasificación climática de Köppen clima mediterráneo de lluvia invernal (Csb). Esta además se halla en la cuenca hidrográfica de río Maipo. Además, la comuna posee diversos cuerpos de agua, entre los que se destacan el río Maipo y el río Mapocho.

### Componentes bióticos
Dentro del territorio de la comuna se pueden hallar los siguientes ecosistemas:
- Bosque esclerófilo mediterráneo andino donde predominan Quillaja saponaria y Lithrea caustica (Vulnerable)
- Bosque esclerófilo mediterráneo costero donde predominan Lithrea caustica y Cryptocarya alba (Casi amenazado)
- Bosque espinoso mediterráneo interior donde predominan Acacia caven y Prosopis chilensis (Vulnerable)

### Medidas de protección ambiental y conflictos socioambientales
Hasta 2022, la comuna de Talagante cuenta con las siguientes zonas que poseen algún nivel de protección ambiental:
- Cerro Lonquén (Sitios ERB)[11]
- Cordón de Cantillana (Sitios Ley 19.300)[12]
- Humedal Río Maipo de Isla de Maipo (Humedal urbano)[13]
- Humedal Río Mapocho, Talagante - El Monte (Humedal urbano)[14]
- Humedal Trapiche (Humedal urbano)[15]
- Las Lomas-Cerro Pelucón (Sitios ERB)[16]

## Demografía

### Población flotante
En el plano laboral, un alto porcentaje de la población trabaja fuera de la comuna. En primer lugar, un importante número de personas se desplazan al Gran Santiago, donde se concentran los servicios financieros y educacionales, entre otros. Por otro lado, una gran cantidad de personas realizan trabajos de temporada agrícola en las fundos y parcelas de otras comunas de la provincia como Isla de Maipo, El Monte, Padre Hurtado, Peñaflor y dentro de la misma comuna.

### Localidades
Sector oriente
- Villa Loreto
- Villa Las Cadenas
- Villa Cordillera
- Villa Ensueño
- Villa Las Gredas
- Villa Puertas del Sol
- Villa Los Ciruelos
- Villa Futuro I II III
- Villa Ojos del Salado
- Villa Mirko Jozic
- Villa Invasa
- Villa El Araucano
- Condominio San Luis
- Villa Los Presidentes

Sector centro
- Villa Mónaco
- Villa Tocornal
- Villa Las Achiras
- Población Bernardo O´Higgins
- Villa Aquelarre
- Población Parque Trebulco I II III
- Villa Niño Jesús
- Villa Carlos Droguett
- Villa Los Nogales
- Población Las Palmeras
- Población Malteria
- Población Nueva Imperial
- Población Manuel Rodríguez

Sector poniente
- Villa Esmeralda I II III IV V VI VII
- Población Clara Solovera
- Población Rolando Alarcón
- Villa Costanera Verde
- Villa Virginia
- Villa Las Hortensias
- Villa Pablo Neruda
- Población Los Lagos
- Población Tegualda los chinches
- Villa Los Presidentes
- Villa Barrio Modelo
- Villa El Sol I y II
- Villa Alto del sol

## Administración

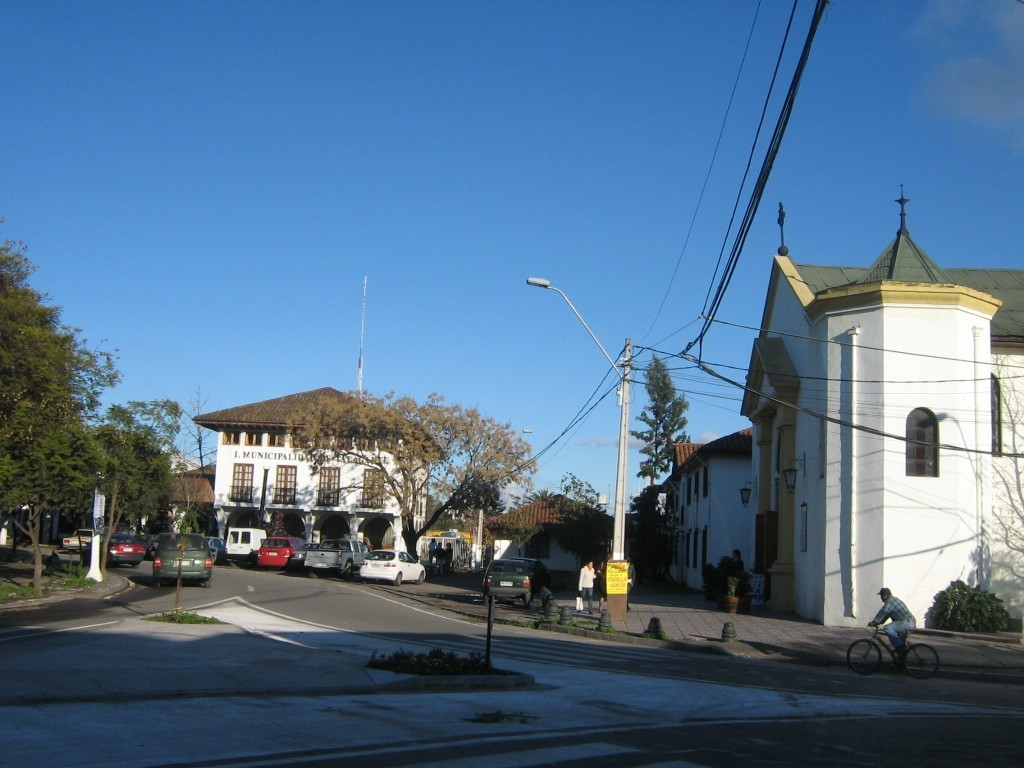
Entorno de la plaza de Armas de Talagante. Al fondo se observa el edificio de la municipalidad

### Municipalidad
La Ilustre Municipalidad de Talagante es dirigida por el alcalde Sebastián Rosas Guerrero (PS), el cual es asesorado por los concejales:
Chile Vamos
- Andrés Llorente Elexpuru (UDI)

Socialismo Democrático
- Camilo Pérez Álvarez (PS)
- María Cartagena Toro (PS)

Frente Ampio
- Fernando González Martínez (Frente Ampio)

Republicanos
• Patricio Brown Rivera 

• Marcela Jofré Catalán

### Representación parlamentaria
Talagante integra el distrito electoral n.º 14 y pertenece a la 7.ª circunscripción senatorial (Región Metropolitana). De acuerdo a los resultados de las elecciones parlamentarias de Chile de 2021, Talagante es representada en la Cámara de Diputados del Congreso Nacional por los siguientes diputados en el periodo 2022-2026:
Apruebo Dignidad (2)
- Marisela Santibáñez (PCCh)
- Camila Musante Müller (Ind/AD)

Socialismo Democrático (2)
- Raúl Leiva Carvajal (PS)
- Leonardo Soto Ferrada (PS)

Chile Vamos (1)
- Juan Antonio Coloma Álamos (UDI)

Fuera de coalición:
- Juan Irarrázaval Rossel (PRCh)

A su vez, en el Senado la representan Fabiola Campillai Rojas (Ind), Claudia Pascual (PCCh), Luciano Cruz Coke (EVOP), Manuel José Ossandon (RN) y Rojo Edwards (PRCh) en el periodo 2022-2030.

## Economía
En 2018, la cantidad de empresas registradas en Talagante fue de 1.696. El Índice de Complejidad Económica (ECI) en el mismo año fue de 1,03, mientras que las actividades económicas con mayor índice de Ventaja Comparativa Revelada (RCA) fueron Grandes Tiendas, Productos de Ferretería y Hogar (103,02), Elaboración de Bebidas Malteadas, Cervezas y Maltas (95,12) y Cultivo de Otros Cereales (86,83).
Las actividades económicas de Talagante, fueron en base de la agricultura, ya que en dicho territorio hubo muchas haciendas, en la época de la Colonia. También floreció la alfarería, y después, la empresa textil que ha ido declinando.

### Servicios
La principal actividad económica está dada por el área de servicios con desarrollo y presencia de 6 Bancos que son Banco Santander, Banco de Chile, Banco Desarrollo de Scotiabank, Banco Fallabella, Banco Estado y Bbva. Asimismo, entidades financieras como Coocretal y un desarrollo de empresas nacionales como son CMPC (papelera), Viña Undurraga, Montina (Ariztia), Nutrabien, entre otras.
Uno de los problemas que enfrenta la comuna es la creciente concentración económica en sectores como el transporte, el farmacéutico y el retail. La locomoción colectiva está controlada por la Flota Talagante, lo que ha dado paso a reclamos de los usuarios con acusaciones de monopolio, malos tratos a los estudiantes y fijación arbitraria de tarifas al llegar y mantener. En el retail existen dos grandes operadores de supermercados: supermercados Tottus (ex-San Francisco, con 2 locales: Plaza y Cordillera), Unimarc, Santa Isabel y Líder (una plaza de ventas), Agregándose en 2011 la cadena de supermercados Econo y un local de Bigger en construcción. Se encuentran también tiendas como ABCDin, Dijón, Tricot, Corona y Family Shop. En tanto en el mercado farmacéutico se repite la pelea a nivel nacional entre Cruz Verde (2 sucursales), Farmacias Ahumada (3 locales) y Salco Brand, dejando en una posición minoritaria a los pequeños farmacéuticos como Farmacia del Sol, Farmacias San Juan,  Dr. Simi, o Farmacias Serrano en Melipilla
La actividad comercial está radicada en la calle Bernardo O"Higgins, donde se congregan en cuatro cuadras negocios minoristas.

## Cultura

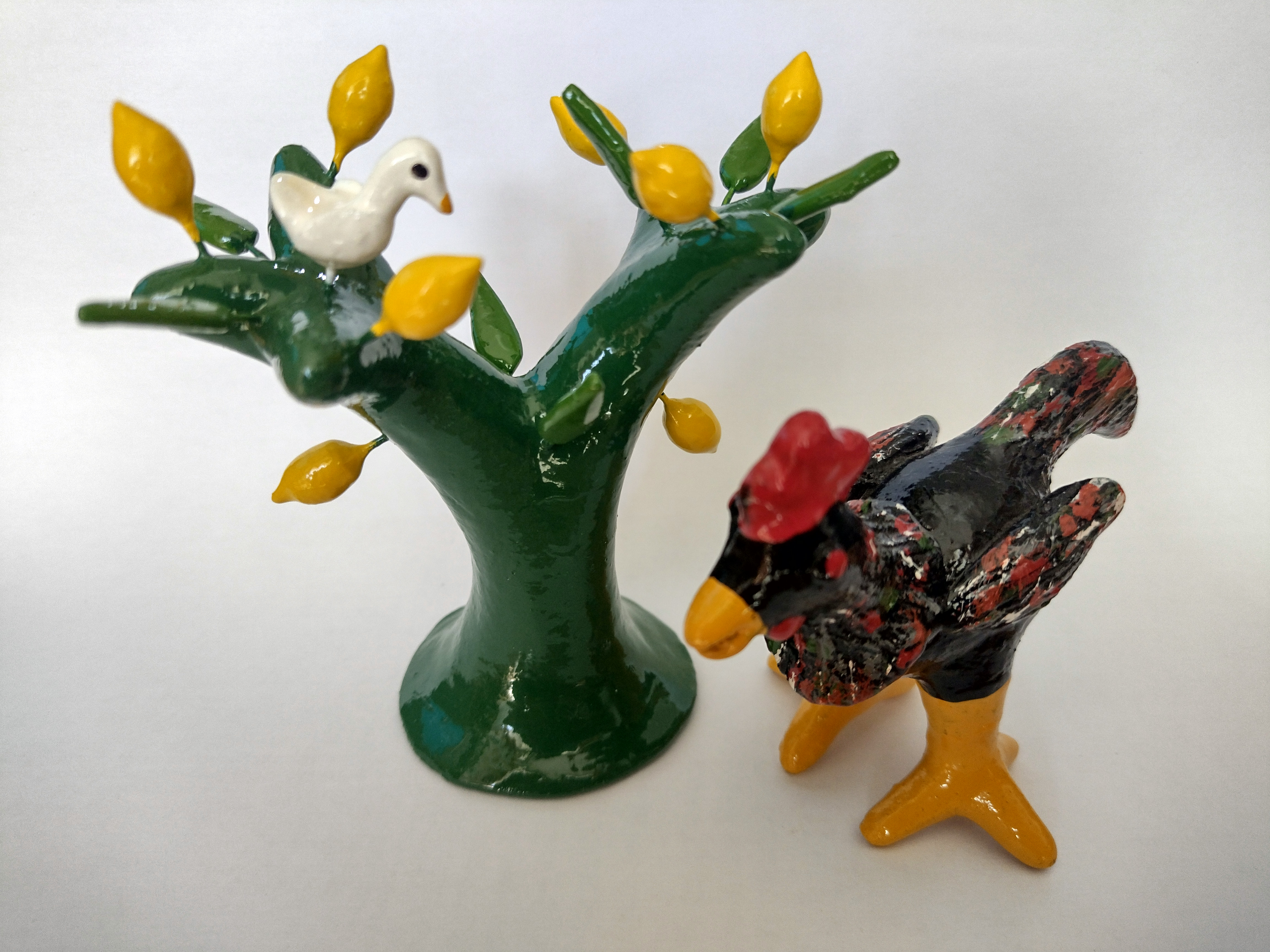
Figuritas en loza policromada de Talagante.

## Servicios

### Seguridad
Las Fuerzas de Orden y Seguridad de Chile están compuestas por Carabineros de Chile y la Policía de Investigaciones de Chile. La Unidad Policial territorial de la PDI en la comuna es la Brigada de Investigación Criminal Talagante o BICRIM Talagante, con área de competencia en las comunas de Talagante, El Monte e Isla de Maipo, cuya función principal es investigar delitos de distinta índole a nivel local encomendadas por los Tribunales de Justicia y el Ministerio Público, como también acoger denuncias, entre otras labores. Esta Unidad Policial, al igual que sus pares, cuenta con grupos internos, uno de ellos dedicado a la investigación del tráfico de drogas en pequeñas cantidades, es denominado Grupo Microtráfico Cero o MT-0, además de contar con una Oficina de Análisis Criminal.
En la comuna se encuentra el Complejo Químico del Ejército, en el que se elaboran una serie de substancias usadas para fabricar armas y con otros fines.

### Salud
La comuna cuenta con un Centro de Atención Primaria inaugurado recientemente el CESFAM (Dr. Alberto Allende Jones) dividido en dos partes, una radicada en el sector poniente de la comuna y otro en el sector centro, y para su atención se ha dividido a la comuna en sectores para su atención en su respectivo centro de salud. También tiene el centro de salud mental COSAM de Talagante. Además cuenta con el Hospital de Talagante (Puertas Abiertas).
También la comuna tiene diversos centros médicos.

### Bomberos
El Cuerpo de Bomberos de Talagante fue fundado con la Primera Compañía el 13 de abril de 1945. Radica fundamentalmente el una visión futurista de un grupo de personas reunidas bajo el alero de otra institución, el Rotary Club. Actualmente consta de cuatro compañías entrenadas y organizadas para proteger y servir a la comuna:
- Primera Compañía "German Tenderini Salvadores y Guardia de Propiedad".
- Segunda Compañía "Bomba Arturo Prat".
- Tercera Compañía "Bomba Lonquen".
- Cuarta Compañía

### Educación
| Colegios privados - Colegio Greenfield School - Colegio Jugendland Schule - Colegio Carampangue - Colegio Instituto Talagante - Colegio Leonardo Da Vinci - Colegio Trebulco - Centro de Estudios Trino Divino - Colegio Los Ceibos - Colegio Carampangue Colegios particulares subvencionados - Colegio Universal San Francisco de Asís (CUSFA) - Colegio Talagante Garden School (T.G.S) - Colegio Alcántara de Talagante (C.A.T) - Colegio El Niño Jesús - Colegio Torreón - Colegio Antillanca - Colegio English College - Colegio Nacional N°13 - Colegio Santa María Micaela - Instituto Premilitar Subteniente Luis Cruz Martínez - Colegio Nehuen (Fuerza Espiritual y Mental) - Colegio Integral Arturo Prat (CIAP) - Colegio Sagrado Corazón (CO.SA.CO.) - Colegio Bartolomé Blumenthal - Colegio Los Alerces de Talagante | Escuelas - Escuela Talacanta (ex-1, fue la primera escuela de la provincia) - Escuela Alborada (ex-658) - Escuela Especial Estrella de Belén - Escuela Luis Undurraga - Escuela El roto Chileno - Escuela Tegualda - Escuela Manuel Rodríguez Erdoiza Liceos - Liceo Talagante A-119 (primer liceo en la provincia de Talagante) - Liceo Politécnico de Talagante (Ex-120) - Liceo particular Subvencionado Comercial Talagante - Complejo Educacional Agrícola de Talagante - Liceo Bicentenario de Talagante - Liceo República de Grecia |

## Deportes
Su centro deportivo es el estadio municipal Lucas Pacheco Toro, en donde actúa el club deportivo de Tercera A Provincial Talagante; también se encuentra el gimnasio recreativo deportivo Roberto Torres Miranda donde se practican deportes tales como Taekwondo, gimnasia artística, básquetbol, baby fútbol, entre otros. Además, Talagante cuenta otro recinto municipal; la cual es piscina Tegualda donde se pueden practicar deportes como la natación y juegos interactivos en ella.
Cuenta con el gimnasio municipal Víctor Soto Bastías.
También cuenta con un Skatepark en el parque Octavio Leiva, donde se realizan deportes extremos como el Skateboarding, el Bmx, entre otros.

## Medios de comunicación

### Radioemisoras
La comuna cuenta con cuatro radios. Dos de ellas AM (Progreso y Manantial) y otras dos FM (Manantial FM y Contacto.)
FM
- 88.1 MHz Radio Imagina
- 88.5 MHz Radio Concierto
- 88.9 MHz Radio Futuro
- 91.7 MHz ADN Radio Chile
- 92.5 MHz Radioactiva
- 92.9 MHz Radio La Clave
- 93.3 MHz Radio Cooperativa
- 93.7 MHz Radio Universo
- 94.1 MHz Radio Rock & Pop
- 95.3 MHz Radio Disney
- 95.5 MHz Radio Creativa (Melipilla)
- 95.9 MHz Estación Metropolitana
- 97.1 MHz Radio Corporación
- 97.7 MHz Radio Beethoven
- 98.1 MHz Radio Carabineros de Chile
- 98.5 MHz FM Dos
- 99.3 MHz Radio Carolina
- 99.7 MHz Radio Bío-Bío
- 100.1 MHz Radio Infinita
- 100.5 MHz Pauta FM
- 100.9 MHz Play FM
- 101.3 MHz Corazón FM
- 101.7 MHz Los 40 Principales
- 102.1 MHz Radio 13c
- 102.3 MHz Radio Caricia (Melipilla)
- 102.5 MHz Radio Universidad de Chile
- 102.9 MHz Radio Manantial
- 103.3 MHz Tele13 Radio
- 103.9 MHz Radio Contacto
- 104.1 MHz Romántica FM
- 104.5 MHz Radio Armonía
- 104.9 MHz Radio Amor
- 105.3 MHz Sonar FM
- 107.1 MHz Radio Presencia
- 107.9 MHz Radio Renacer

AM
- 540 kHz Radio Ignacio Serrano (Melipilla)
- 1030 kHz Radio Progreso
- 1560 kHz Radio Manantial

### Televisión
UHF (TDT)
- 24 - Canal 13
- 27 - Mega
- 28 - La Red
- 29 - TV+
- 30 - Chilevisión
- 31 - Telecanal
- 33 - TVN
- 42 - UneteV
- 42 - TalaTV HD
- 42 - Oveja TV HD